# Pareuthymia brevifrons
Pareuthymia brevifrons är en insektsart som först beskrevs av Carl Stål 1878.  Pareuthymia brevifrons ingår i släktet Pareuthymia och familjen gräshoppor. Inga underarter finns listade i Catalogue of Life.